# Traveller (Magus)
Traveller is het tweede studioalbum van Magus. De band bestond toen eigenlijk alleen uit Andrew Robinson. De twee andere genoemde leden hingen min of meer losvast aan de band, Bryce was naemlijk ook de geluidstechnicus. Het album viel op binnen de niche van de progressieve rock, vanwege het ontbreken van drukdoenerij zoals complexe soli etc. Het album is opgedragen aan Louie Mastro. 

## Musici
- Andrew Robinson – zang, gitaar, basgitaar, baspedalen, toetsinstrumenten, percussie
- Debbie Moore – toetsinstrumenten, zang
- Bryce Chicoine – slagwerk

Met
- IBP – samples
- Jeff Costello – percussie (4, 6 en 9)
- Paul Schonberg – gitaar (9)
- Joanna – tamboerijn (5)

## Muziek
| Nr. | Titel                   | subtitels: | Duur  |
| --- | ----------------------- | --- | ----- |
| 1.  | You know the way        | 1. Spirit of change 2. In the future 3. Wateland 4. You know the way 5. In the future (reprise and conclusion) | 6:32  |
| 2.  | Blue sky, deep lake     | | 0:53  |
| 3.  | Traveller               | | 7:25  |
| 4.  | Khyber Pass             | | 2:35  |
| 5.  | Nostradamus             | | 3:52  |
| 6.  | Into the unknown        | | 5:22  |
| 7.  | Until the sun burns out | 1. The human race (is not evolving) 2. Darkness                                                                | 13:27 |
| 8.  | 108 Steps to Babaji     | | 5:25  |
| 9.  | Rif                     | Monkey? 1. Rif (part 1) 2. Lucid dreamer 3. Last of the species 4. Millennium 5. Monkey?? 6. Rif (conclusion)  | 20:02 |